# Allophylus nigericus
Allophylus nigericus är en kinesträdsväxtart som beskrevs av E. G. Baker. Allophylus nigericus ingår i släktet Allophylus och familjen kinesträdsväxter. Inga underarter finns listade i Catalogue of Life.